# Hawthorn Woods, Illinois
Hawthorn Woods är en ort (village) i Lake County, i delstaten Illinois, USA. Enligt United States Census Bureau har orten en folkmängd på 7 696 invånare (2011) och en landarea på 20 km².